# Antikrundan
Antikrundan er et svensk tv-program om antikviteter, der sendes af Sveriges Television (SVT), og som er baseret på det britiske program Antiques Roadshow fra BBC.

## Programmet
I de svenske en time lange programmer, der optages skiftende steder i Sverige, vurderer eksperten antikviteter og taler med deres ejere. I programmet blandes genstande af høj værdi med nogle af har affektionsværdi. Genstandene beskrives udførligt af eksperterne, og ikke sjældent fortæller ejerne genstandenes historie. For at opretholde spændingen afslører eksperterne først deres vurdering i slutningen af hvert indslag.
Antikrundans musikalske jingle, Gigue fra Ouvertüre i C-dur, er komponeret af Georg Philipp Telemann. Tv-programmet har ofte mange seere (21. januar 2010 2.190.000). Antikrundan sendes på SVT 1 i 576i og på SVT HD i 720p. Programmet sendes i samme lydformat på begge kanaler, Dolby Digital 5.1.
Det britiske Antiques Roadshow sendes i Sverige på BBC Lifestyle, TV 8 og siden sommeren 2011 på SVT. Også den amerikanske Antiques Roadshow fra Public Broadcasting Service (PBS) sendes i Sverige, ligeledes på TV 8.

## Historie
Den første sæson af Antikrundan indspilledes i 1988. Bo Knutsson havde set BBC's program, og efter et års arbejde fik han kontakt med en producent hos SVT Malmö, Maud Uppling, der ville producere. BBC blev kontaktet og ville optage to afsnit af deres fremgangsrige programmer i Sverige. De to første afsnit indspilledes i England og Sverige og havde premiere 26. august 1989 i svensk tv. Siden er der sendt ca. 10 programmer hvert år af den stadig populære serie. I 2013 indspilledes den 25. sæson.
De første ti år blev Antikrundan ledet af Jesper Aspegren, indtil han gik over til Crafoord Auktioner. Anne Lundberg er programleder siden 2001.
Antikrundan er flere gange blevet kritiseret for at vurdere fortidsminder uden dog at være blevet dømt af Granskningsnämnden.